# Сэм Джонс (ведущий)
Сэм Джонс (настоящее имя Семён Йоссман, 7 октября 1946, Вильнюс, Литовская ССР — 10 марта 2023, Лондон, Великобритания) — британский журналист, радиоведущий, диджей, сотрудник Русской службы Би-би-си, писатель и переводчик.

## Биография
Закончил вюльнюсскую среднюю школу № 9, затем Политехнический институт в Вильнюсе.
В 1969 году репатриировался в Израиль. Проходил службу в танковых частях Армии обороны Израиля.
В 1973 году переехал в Англию, работал на Русской службе Би-би-си. Вёл программу рок-музыки для молодёжи под псевдонимом «Сэм Джонс».
В конце 1970-х вёл по очереди и совместные программы рок-музыки с известным радиоведущим Севой Новгородцевым. По воспоминаниям Севы Новгородцева (ветерана Русской службы Би-Би-Си), мог импровизировать у микрофона, не записывая заранее тексты своих передач.
Впоследствии переехал в США. В середине 1980-х вновь вернулся в Лондон и вёл на Би-Би-Си программу «Бабушкин сундук», посвящённую ранним временам рок-н-ролла (в основном 1950—1960-х годов).
В 1988 году перенёс инфаркт. В дальнейшем (1988) вёл передачу «Перекати-поле», посвящённую русским исполнителям в США (Вилли Токарев, Люба Успенская и др.). Считается одним из создателей термина «русский шансон».
Программы Сэма Джонса пользовались большой популярностью у молодёжи республик СССР, у которой был ограниченный доступ к информации о рок-музыке.
В конце 1980-х провёл интервью на Би-Би-Си с Полом Маккартни для советских слушателей в режиме прямого радио-моста.
В 1970-х и 80-х годах программы Сэма Джонса, посвящённые рок-музыки пользовались большим успехом у молодёжи в СССР также благодаря харизме радиоведущего.
Выступал в качестве координатора, советника и переводчика ряда общественно-политических мероприятий: съемок документальных фильмов, проведения благотворительного концерта после землетрясения 1989 года «Рок в помощь Армении», организации встреч на высшем уровне Маргарет Тэтчер, Михаила Горбачева, Бориса Ельцина и работы координационного Совета Россия-НАТО.
Опубликовал свои мемуары «Солдат Холодной войны» в Вильнюсе на литовском языке (лит. Sam Yossman. «Saltojo karo samdinys».)
Владел литовским, русским, ивритом и английским языками.
Скончался 10 марта 2023 года в Лондоне.
Похоронен на кладбище Bushey New Jewish cemeteries 17 марта 2023 года.

## Семья
Жена Бася, дочь Карин, сын Даниэль.